# Čechy (Děčín)
Čechy  jsou XIX. část statutárního města Děčín. Nachází se na severozápadě Děčína. Čechy leží v katastrálním území Bělá u Děčína o výměře 5,64 km².

## Historie
První písemná zmínka o vesnici pochází z roku 1787.

## Obyvatelstvo
Při sčítání lidu v roce 1921 ve vsi žilo 274 obyvatel (z toho 131 mužů), z nichž byl jeden Čechoslovák, 26 Němců a sedm cizinců. Kromě čtrnácti evangelíků, pěti členů nezjišťovaných církví a pěti lidí bez vyznání se ostatní hlásili k římskokatolické církvi. Podle sčítání lidu z roku 1930 měla vesnice 268 obyvatel: dvanáct Čechoslováků, 251 Němců a pět cizinců. Třináct lidí patřilo k evangelickým církvím, 78 jich bylo bez vyznání a zbývajících 177 bylo římskými katolíky.
|                                                                | 1869 | 1880 | 1890 | 1900 | 1910 | 1921 | 1930 | 1950 | 1961 | 1970 | 1980 | 1991 | 2001 | 2011 |
| -------------------------------------------------------------- | ---- | ---- | ---- | ---- | ---- | ---- | ---- | ---- | ---- | ---- | ---- | ---- | ---- | ---- |
| Obyvatelé                                                      | 78   | 123  | 183  | 237  | 262  | 274  | 268  | 174  | 218  | 140  | 143  | 142  | 143  | 208  |
| Domy                                                           | 11   | 17   | 25   | 30   | 31   | 33   | 37   | 37   | —    | 40   | 37   | 39   | 39   | 64   |
| Počet domů z roku 1961 je zahrnut v domech místní části Děčín. |      |      |      |      |      |      |      |      |      |      |      |      |      |      |